# Гавфруен (пік)
Пік Гавфруен (англ. Havfruen) — вершина в східній частині острова Бристоль, Південні Сандвічеві острови. Пік має висоту 365 м і помітний як з півночі, так і з півдня острова. Комітетом антарктичних топонімів Великої Британії він був названий у 1971 році на честь норвезького барка Гавфруен, який був пошкоджений льодом і затонув біля Південних Сандвічевих островів 1 грудня 1911 року.